# Randolph Galloway
Randolph Galloway (Sunderland, Reino Unido, 22 de diciembre de 1896-Mapperley, Reino Unido, 10 de abril de 1964) fue un futbolista y entrenador británico. Jugaba como delantero y en su etapa como entrenador dirigió a varios equipos, fuera de su país inclusive.

## Clubes

### Como jugador
| Club                    | País       | Año       |
| ----------------------- | ---------- | --------- |
| Derby County F. C.      | Inglaterra | 1922-1924 |
| Nottingham Forest F. C. | Inglaterra | 1924-1927 |
| Luton Town F. C.        | Inglaterra | 1927      |
| Coventry City F. C.     | Inglaterra | 1927-1928 |
| Tottenham Hotspur F. C. | Inglaterra | 1928-1929 |

### Como entrenador
| Club                          | País       | Año       |
| ----------------------------- | ---------- | --------- |
| Real Sporting de Gijón        | España     | 1929-1931 |
| Valencia C. F.                | España     | 1931-1933 |
| Real Racing Club de Santander | España     | 1933-1935 |
| Selección de Costa Rica       | Costa Rica | 1946      |
| Mariscal Sucre                | Perú       | 1947      |
| C. A. Peñarol                 | Uruguay    | 1948      |
| S. C. Young Fellows Juventus  | Suiza      | 1949-1950 |
| Sporting de Lisboa            | Portugal   | 1950-1953 |
| Vitória de Guimarães          | Portugal   | 1954-1955 |

- Datos: Q3418829